# كيب كينغ
كيب كينغ (بالإنجليزية: Kip King) هو ممثل أمريكي، ولد في 11 أغسطس 1952 بشيكاغو في الولايات المتحدة، وتوفي في 15 يوليو 2010 بلوس أنجلوس في الولايات المتحدة.

## أعمال

### أفلام
- (1957) موضع بايتون
- (1961) الإفطار عند تيفاني[5]
- (1973) وست وورلد

## وصلات خارجية
- كيب كينغ على موقع IMDb (الإنجليزية)
- كيب كينغ على موقع ألو سيني (الفرنسية)
- كيب كينغ على موقع أول موفي (الإنجليزية)
- كيب كينغ على موقع قاعدة بيانات الأفلام السويدية (السويدية)
- كيب كينغ على موقع قاعدة بيانات الفيلم (الإنجليزية)
- كيب كينغ على موقع كينوبويسك (الروسية)